# Udayagiri
Udayagiri (en oriya: ଉଦୟଗିରି ଗୁମ୍ଫା) es un complejo budista en Orissa, India compuesto por grandes estupas y monasterios (viharas), similares a Ratnagiri, y junto con Lalitgiri y Ratnagiri forma parte de la Universidad Puspagiri. Según artefactos epigráficos encontrados aquí, su nombre histórico era "Madhavapura Mahavihara". 
Numerosas excavaciones de la ASI se han llevado a cabo desde 1958, y continúan hasta nuestros días. Durante la gran excavación de 1997-2000, una segunda parte (Udayagiri-2) fue descubierta con estupas y monasterios adicionales. 